# Novi Serbî, Iemilciîne
Novi Serbî (în ucraineană Нові Серби) este un sat în comuna Serbî din raionul Iemilciîne, regiunea Jîtomîr, Ucraina.

## Demografie
Componența lingvistică a localității Novi Serbî
     Ucraineană (99,09%)
     Alte limbi (0,91%)
Conform recensământului din 2001, majoritatea populației localității Novi Serbî era vorbitoare de ucraineană (99,09%), existând în minoritate și vorbitori de alte limbi.